# 东双桥与望春桥
东双桥与望春桥是位于浙江省绍兴市越城区，古城东部的东街东端，介于纺车桥与八字桥之间。二桥分别为东西走向和南北走向，丁字型相连为一体。
东双桥为单孔半圆拱桥，民国重建，长20米，宽8.4米。望春桥体型比东双桥小许多。二桥构造复杂，犹如现代的立交桥。2011年1月23日，东双桥与望春桥公布为绍兴市文物保护单位。